# علم به عنوان یک زیست‌پیشه

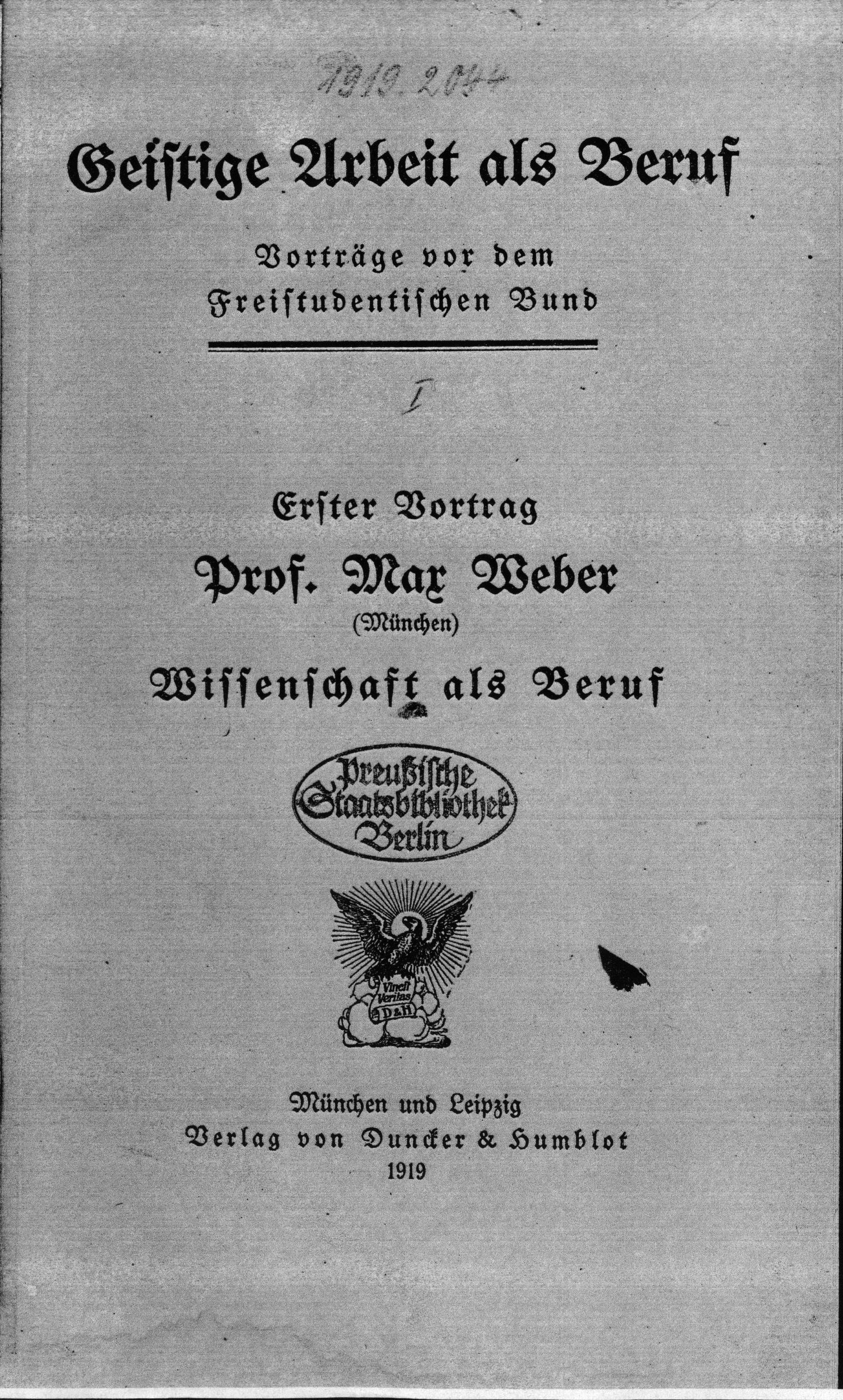
عائاللا

علم به عنوان یک زیست‌پیشه یا حرفه (vocation) متنی است که ماکس وبر، عالم علم اقتصاد سیاسی و جامعه‌شناس آلمانی در سال ۱۹۱۸ در دانشگاه مونیخ آموزش داده است. متن اصلی این مطلب درسی در آلمان و سپس ترجمه‌های متعددی از آن به انگلیسی منتشر شد.
وبر در متن درسی مذکور به فواید و مضرات شغلی که فردی تحصیلکرده در حوزهٔ علوم گزیده است، می‌پردازد. او در عین حال که توجه دارد اخلاق موضوع بازبینی و بررسی علمی نیست، می‌پرسد که: «ارزش علم چیست». علم از نظر وبر، روش‌های توضیح و ابزارهای توجیه و فهم یک موقعیت خاص را در اختیار ما می‌گذارد، اما نمی‌تواند توضیح دهد که چرا آن موقعیت دارای اولویت است، پرسشی که وظیفهٔ فلسفه است، و ادامه می‌دهد که هیچ علمی رها از گمانه نیست، و اگر گمانه‌های علمی مردود شوند، ارزش علم نیز زایل می‌گردد.
او استدلال می‌کند که علم هرگز نمی‌تواند به بنیادی‌ترین پرسش‌های مربوط به حیات پاسخ دهد، پرسش‌هایی مانند این که چگونه می‌توان مردم را هدایت کرد به سویی که چگونه باید زندگی کنند و برای چه باید ارزش قائل شوند. وی باور دارد که منشأ ارزش‌گذاری‌های افراد باورهای شخصی آن‌ها، مثلاً دین، است. او سپس بحث را به جدایی خرد از باور می‌کشاند، و می‌گوید که این دو هریک جایگاه مخصوص خود را دارند، اما اگر تداخل کنند، توان عملکردشان را از دست می‌دهند.
وبر، در عین حال، واقعیت (فکت) را از ارزش (وَلیو) جدا می‌کند. او می‌گوید که معلم باید دانشش را با دانش‌آموزان به اشتراک گذارد و بدانان بیاموزد که چگونه مسائل و امور- حتی امور سیاسی- را به صورت روشن از هم تفکیک کنند، اما معلمان هرگز نباید کلاس درس را مبدل به محل دادن خط به دانشجویان و آنان را مخاطب موعظه‌های سیاسی خویش قرار دهند.
وبر، همچنین، در مورد کار پژوهش اظهار نظرهای عملی چندی می‌کند. او اشاره می‌کند که پژوهشگران خوب ممکن است معلمانی تنگدست باشند، و نیز ویژگی‌هایی که از فردی معلمی یا متفکری خوب می‌سازند، ضرورتاً همان‌هایی نیستند که سازندهٔ الگوها یا رهبران سیاسی خوب‌اند.
وبر ماهیت مدرن‌سازی را به عنوان یک «عقل‌گرایی توسعه یابنده» معرفی می‌کند، و منظورش آن است که حوزه‌های زندگی به‌طور فزاینده‌ای تابع عقلانیت ابزاری، تحلیل، برنامه‌ریزی و به‌کارگیری وسایل در خدمت اهداف دنیوی می‌شود. او با روشن بینی مدرنیته را پیشرفتی به بهایی گران می‌دانست. مدرنیته آزادی فردی، تفکر عقلانی، و پیشرفت در رفاه مادی را تحقق می‌بخشد، اما تنها به قیمت «افسون زدایی از جهان»، حالت ناخرسندی دائمی و «قفسِ آهنین» از خود بیگانگیِ بوروکراتیک. وبر استدلال می‌کند که نمی‌توان از این معامله طفره رفت. او نتیجه می‌گیرند که شخص یا باید «سرنوشت زمانه را مثل یک مرد تاب آورد» یا اندیشه عقلانی را قربانی کند و «به آغوش کلیساهای قدیم بازگردد». راه سومی وجود ندارد.